# 小行星10487
小行星10487（10487 Danpeterson）是一颗绕太阳运转的小行星，为主小行星带小行星。该小行星于1985年4月14日发现。

## 轨道参数
小行星10487的轨道半长轴为2.3130746 UA，离心率为0.170。